# Parepedanulus bicmaculatus
Parepedanulus bicmaculatus is een hooiwagen uit de familie Epedanidae.